# Macarena Adasme
Macarena Cecilia Adasme Cañas (Los Andes, 2 de septiembre de 2000) es una ex futbolista chilena que jugaba como delantera en el Club de Fútbol Universidad de Chile de la Primera División de fútbol femenino de Chile y en la Selección Chilena.

## Trayectoria
Comenzó jugando por la selección sub-13 de Los Andes masculina, club en el que tuvo buen rendimiento pero que vivió una seria controversia debido a que estaba integrando un plantel masculino.
Llegó a Club de Fútbol Universidad de Chile en 2015 con sólo 14 años. En 2016, consiguió ser campeona por primera vez con la U por el torneo Apertura 2016 en la categoría sub-17, anotando un gol en la final de ese campeonato.
Durante 2020 y parte del 2021 estuvo inactiva debido a la pandemia del COVID-19.
A principios de mayo del 2021, vuelve a jugar por Universidad de Chile tras 12 meses de inactividad y anota un gol en el triunfo sólido de las azules sobre Deportes Temuco. Sin embargo, en ese mismo partido sufre una grave lesión al ligamento cruzado que la dejará fuera de actividad por al menos 8 meses más.
A pesar de haber vuelto a entrenar en agosto de 2022, finalmente oficializó su retiro de la actividad en la previa del clásico ante Universidad Católica, el que terminaron ganando las Azules por 4-0, el día 27 de agosto de 2022.

## Selección nacional
Fue convocada por primera vez para la selección sub-17 que disputó el Campeonato Sudamericano Sub-17 del 2016.
Posteriormente fue convocada para el Campeonato Sudamericano sub-20 femenino del 2020.

## Clubes

### Categorías juveniles
| Club                 | País  | Año         |
| -------------------- | ----- | ----------- |
| Universidad de Chile | Chile | 2015 - 2018 |

### Adulta
| Club                 | País  | Año         |
| -------------------- | ----- | ----------- |
| Universidad de Chile | Chile | 2018 - 2022 |

## Palmarés

### Títulos nacionales
| Título              | Club                 | País  | Año  |
| ------------------- | -------------------- | ----- | ---- |
| Campeonato Nacional | Universidad de Chile | Chile | 2021 |